# Irwinton
Irwinton és una població dels Estats Units a l'estat de Geòrgia. Segons el cens del 2010 tenia 583 habitants.

## Demografia
Segons el cens del 2000, Irwinton tenia 587 habitants, 231 habitatges, i 152 famílies. La densitat de població era de 71,9 habitants/km².
Dels 231 habitatges en un 30,7% hi vivien nens de menys de 18 anys, en un 38,1% hi vivien parelles casades, en un 25,1% dones solteres, i en un 33,8% no eren unitats familiars. En el 32,5% dels habitatges hi vivien persones soles el 16,9% de les quals corresponia a persones de 65 anys o més que vivien soles. El nombre mitjà de persones vivint en cada habitatge era de 2,47 i el nombre mitjà de persones que vivien en cada família era de 3,16.
Per edats la població es repartia de la següent manera: un 25,9% tenia menys de 18 anys, un 10,6% entre 18 i 24, un 27,4% entre 25 i 44, un 20,8% de 45 a 60 i un 15,3% 65 anys o més.
L'edat mediana era de 36 anys. Per cada 100 dones de 18 o més anys hi havia 87,5 homes.
La renda mediana per habitatge era de 22.386 $ i la renda mediana per família de 32.188 $. Els homes tenien una renda mediana de 29.444 $ mentre que les dones 21.154 $. La renda per capita de la població era de 13.782 $. Entorn del 14,9% de les famílies i el 21,7% de la població estaven per davall del llindar de pobresa.

## Poblacions més properes
El següent diagrama mostra les poblacions més properes.